# HUNNY BEE
HUNNY BEE（ハニービー）は、ホリプロに所属している日本のダンス&ボーカルグループ。2019年に821（ハニー）として結成され、2024年7月29日からHUNNY BEEに改名した。

## 来歴

### 821
2018年に開催された第43回ホリプロタレントスカウトキャラバンの合格者より選抜された5人で、2019年に結成。この第43回は史上初めて、すべての審査が完全非公開で行われた上、合格者は芸能界デビューをもって発表するという形式が取られた。
少女マンガ雑誌『りぼん』2019年4月号より、ホリプロスカウトキャラバンを舞台とした柚木ウタノの漫画『きみとゆめみる羊』の連載が開始された。11月30日発売の『りぼん』2020年1月号に掲載された最終回で、デビューメンバーとして5人（アオ、カンナ、レイア、ユリナ、リコ）が写真で登場し、実話に基づいたストーリーであることが初めて明かされた。同日、グループ結成が正式発表された。
ユニット名の名付け親は篠原誠で、142番目の素数「821」に由来する。ユニットが誰にも割らせない唯一無二なもの、一人一人が個性という輝きを発揮する特別な存在になるようにという理由で命名された。
2020年1月24日にデビュー記者会見がひらかれ、2月28日に1stデジタルシングル「WHO」をユニバーサルミュージックからリリースすると発表した。8月21日にエマが加入し、6人体制となる。
2020年9月からはParaviで密着番組『リアルアイドル』が独占配信されるが、デビュー直後からの新型コロナウイルスの感染拡大を受けて、メンバーが上京ができなくなるなど思うような活動ができなかった。10月14日には2ndデジタルシングル「Call My Name」をリリースした。
2022年にアオとリコが上京する。5月21日、東京カルチャーカルチャーで初の単独トーク＆ライブイベント「821 sweet home」を開催した。夏に3rdシングル「PRIME」をリリースした。

### HUNNY BEE
2024年7月29日、821からHUNNY BEEへとグループ名を改名した。メンバーは、米倉れいあ、竹内カンナ、藤ゆりな、リコ、朝比奈エマに、新メンバーの吉沢凛音を加えた6人でのリスタートとなった。
8月6日深夜からレギュラーラジオ番組、FM-FUJI「HUNNY BEEのはにはに工房」が開始され、新曲「Re:Start With Yourself」「歌え！コ・モ・ド・テ・ポン！」が初披露された。8月21日には「いっしょにおどろう！コモドなたいそうプロジェクト」テーマソングに決定した新曲「歌え！コ・モ・ド・テ・ポン！」の先行配信が開始された。
10月2日、ビクターエンタテインメントから移籍後初となるシングル「Re:Start With Yourself／歌え！コ・モ・ド・テ・ポン！」をリリースした。同日公開された「Re:Start With Yourself」のミュージックビデオでは、事務所の先輩である伊藤かずえが応援出演した。学業を優先するため朝比奈エマが年内をもってHUNNY BEEを卒業した。
2025年3月19日、移籍後第二弾となるニューシングル「美しき流星」をリリースした。

## メンバー
821時代には、メンバーとしては「名」の部分をカタカナ表記したものをメンバーネームとして使用し、821の活動の外に出る仕事（ドラマ出演・モデルオーディション等）がなされる際に初めて名字が公開されるという方法をとっていた。

### 現メンバー
| 名前       | 別表記         | 生年月日              | 出身地           | 加入期間         | 備考 |
| ---------- | -------------- | --------------------- | ---------------- | ---------------- | ---- |
| 竹内カンナ | カンナ、KANNA  | 2004年3月25日（21歳） | 静岡県浜松市     | 2019年11月30日 - |      |
| 米倉れいあ | レイア、REIA   | 2005年2月8日（20歳）  | 和歌山県和歌山市 | 2019年11月30日 - |      |
| 藤ゆりな   | ユリナ、YURINA | 2005年11月8日（19歳） | 埼玉県熊谷市     | 2019年11月30日 - |      |
| リコ       | RIKO           | 2006年9月29日（18歳） | 沖縄県浦添市     | 2019年11月30日 - |      |
| 吉沢凛音   | リト、RITO     | 2008年6月16日（17歳） | 東京都           | 2024年7月29日 -  |      |

### 旧メンバー
| 名前       | 別表記     | 生年月日              | 出身地       | 加入期間                       | 備考 |
| ---------- | ---------- | --------------------- | ------------ | ------------------------------ | ---- |
| 市ノ瀬アオ | アオ、AO   | 2007年2月7日（18歳）  | 岐阜県郡上市 | 2019年11月30日 - 2024年        |      |
| 朝比奈エマ | エマ、EMMA | 2003年5月16日（22歳） | 東京都       | 2020年8月21日 - 2024年12月31日 |      |

## 作品

### 配信シングル
| リリース日     | タイトル                     | 備考                                                             |
| -------------- | ---------------------------- | ---------------------------------------------------------------- |
| 2020年2月28日  | WHO                          |                                                                  |
| 2020年10月14日 | Call My Name                 |                                                                  |
| 2022年8月17日  | PRIME                        |                                                                  |
| 2024年8月21日  | 歌え！コ・モ・ド・テ・ポン！ | 「いっしょにおどろう！コモドなたいそうプロジェクト」テーマソング |
| 2024年10月2日  | Re:Start With Yourself       |                                                                  |
| 2025年3月19日  | 美しき流星                   | Music B.B.Japan 2025年3月OPENINGレコメンド                       |

### CDシングル
| リリース日    | タイトル                                             | 規格品番                                                               | 収録曲                                                    | 備考 |
| ------------- | ---------------------------------------------------- | ---------------------------------------------------------------------- | --------------------------------------------------------- | ---- |
| 2024年10月2日 | Re:Start With Yourself／歌え！コ・モ・ド・テ・ポン！ | VIZL-2359（初回限定盤A） VIZL-2360（初回限定盤B） VICL-37746（通常盤） | 1. Re:Start With Yourself 2. 歌え！コ・モ・ド・テ・ポン！ |      |
| 2025年3月19日 | 美しき流星                                           | VIZL-2431（初回限定盤） VICL-37767（通常盤）                           | 1. 美しき流星 2. 星屑シンデレラ                           |      |

### ミュージックビデオ
| 公開日         | 曲名                         | 出演                                                                                   |
| -------------- | ---------------------------- | -------------------------------------------------------------------------------------- |
| 2020年2月28日  | WHO                          | AO, KANNA, REIA, YURINA, RIKO                                                          |
| 2020年10月14日 | Call My Name                 | AO, KANNA, REIA, YURINA, RIKO, EMMA                                                    |
| 2022年3月26日  | またこの街で                 | AO, KANNA, REIA, YURINA, RIKO, EMMA                                                    |
| 2022年8月17日  | PRIME                        | AO, KANNA, REIA, YURINA, RIKO, EMMA                                                    |
| 2024年8月21日  | 歌え！コ・モ・ド・テ・ポン！ | 米倉れいあ、竹内カンナ、藤ゆりな、リコ、朝比奈エマ、吉沢凛音                           |
| 2024年10月2日  | Re:Start With Yourself       | 米倉れいあ、竹内カンナ、藤ゆりな、リコ、朝比奈エマ、吉沢凛音、伊藤かずえ（ゲスト出演） |
| 2025年3月19日  | 美しき流星                   | 米倉れいあ、竹内カンナ、藤ゆりな、リコ、吉沢凛音                                       |

### 写真集
【デジタル限定】HUNNY BEE写真集「運命を感じる準備はOK？」（2024年10月3日、集英社）

## 出演

### 複数メンバー

#### テレビ
- ZIP!（2019年12月2日、日本テレビ）
- グッとラック!（2020年2月11日、TBSテレビ）
- リアルアイドル（2020年10月 - 11月27日、TBSテレビ）（Paravi配信の同名番組のダイジェスト版）
- 月〜金お昼のソングショー ひるソン!（2022年8月18日、テレビ東京）

#### インターネット配信
- リアルアイドル（2020年9月19日 - 、Paravi）
- 821 sweet home（2021年11月3日 - 、stand.fm）

#### ラジオ
- あっとせぶんてぃーんのUpdate for me！（2020年11月16日、RADIO BERRY） - レイア、エマ出演
- HITS! THE TOWN（2020年12月26日、NACK5） - レイア、ユリナ出演
- ガキパラ ～NEXT STAGE～（2022年8月16日・23日、文化放送） - レイア、ユリナ出演

#### 雑誌
- りぼん（2020年1月号・11月号）
- 週刊プレイボーイ（2019年51号）[42]
- BOMB（2020年11月号）[43]
- Seventeen（2020年1月号・11月号・2022年夏号）
- Top Yell NEO（2024 AUTUMN号）

#### イベント
- 超超十代-ULTRA TEENS FES- 2022（2022年3月31日） - アオ・カンナ・ユリナ出演
- 821 sweet home 初単独トーク＆ライブ（2022年5月21日、東京カルチャーカルチャー）
- HADO 821 SUMMER CUP（2022年8月21日、HADO ARENA お台場店）[44]
- Seventeen 夏の学園祭2022（2022年8月25日・26日）
- "BECOMING" #0（2025年6月7日、AKIBAカルチャーズ劇場）[45]
- HUNNY BEE  SUMMER EVENT（2025年8月21日、BUZZ LIVE赤坂）

### ソロ出演

#### 竹内カンナ
- キワドい2人-K2-池袋署刑事課 神崎・黒木 第4話（2020年10月2日、TBSテレビ）
- 2021日本シリーズ 第6戦 ウラ解説配信（2021年11月27日、Youtube「TBS sports」）
- JAとぴあ浜松 CM（2022年8月）
- Get Ready!（TBSテレビ、2023年2月19日） - 西島里佳 役（第7話）
- さらば、佳き日（テレビ東京、2023年6月19日） - 第2話
- 何曜日に生まれたの（テレビ朝日、2023年） - 第4話
- 彩の国さいたま芸術劇場開館30周年特別企画『夏の夜の夢』（2024年12月） - ヘレナ 役[46]

#### 藤ゆりな
- りぼん（2020年12月号）
- ゆりなーずるーむ（2020年11月 - 、Youtube配信）[47]
- 全力坂（2022年9月・10月、テレビ朝日）
- 超無敵クラス（2022年11月6日）
- 民王R 第4話（2024年、テレビ朝日）
- 無愛想男子は恋でヘラる（2025年1月16日、ショートドラマ Vigloo）- 根本メグ 役
- ゴールデンドリーム (テレビ番組)（2025年4月、テレビ朝日）次世代あざとスターオーディション
- チャンスの時間（2025年4月23日、AbemaTV）
- あざとくて何が悪いの? （2025年5月30日、テレビ朝日）

#### リコ
- ROK GO GOアーティスト（2020年11月3日 - 6日、ラジオ沖縄）
- Aランチ（琉球放送テレビ）（2022年2月26日）
- 開運音楽堂（TBSテレビ）（2022年9月17日）[48]
- 警視庁アウトサイダー 第6話（2022年2月9日、テレビ朝日） - 今野萌 役
- グランマの憂鬱 第2話（2023年4月15日、 東海テレビ）- 古畑星 役
- 舞台「鬼滅の刃」其ノ肆 遊郭潜入（2023年11月、12月）[49]
- マルス-ゼロの革命-（2024年） - 新見由奈 役
- ミュージカル『ジェイミー』（2025年7月） - ヴィッキー 役[50]
- もういちどみつめる（2025年11月22日公開予定）[51]
- デスノート THE MUSICAL（2025年11月〈予定〉 - 、東京建物 Brillia HALL） - 夜神粧裕 役[52]

#### 吉沢凛音
- からかい上手の高木さん（TBS、2024年） - 月本サナエ 役[53]
- 全領域異常解決室（フジテレビ、2024年）